# Аліо
Аліо́ (кат. Alió) — місто, розташоване в Автономній області Каталонія в Іспанії. 
Знаходиться у районі (кумарці) Ал-Камп провінції Таррагона, згідно з новою адміністративною реформою перебуватиме у складі баґарії Камп-да-Таррагона.

## Населення
Населення міста (у 2007 р.) становить 368 осіб (з них менше 14 років — 8,2%, від 15 до 64 — 70,1%, понад 65 років — 
21,7%). У 2006 р. народжуваність склала 0 осіб, смертність — 5 осіб, зареєстровано 1
шлюб. У 2001 р. активне населення становило 172 осіб, з них безробітних — 26 осіб. 

Серед осіб, які проживали на території міста у 2001 р., 305 осіб народилися в Каталонії (з них
197 осіб у тому самому районі, або кумарці), 37 осіб приїхало з інших областей Іспанії, а 33 осіб приїхало з-за кордону. 

Університетську освіту має 9,3
% усього населення. 

У 2001 р. нараховувалося 135 домогосподарств (з них 23% складалися з однієї особи, 29,6% з двох осіб,
20,7% з 3 осіб, 14,1% з 4 осіб, 3,7% з 5 осіб, 5,2
% з 6 осіб, 2,2% з 7 осіб, 1,5% з 8 осіб і 0% з 9 і більше осіб).

Активне населення міста у 2001 р. працювало у таких сферах діяльності : у сільському господорстві — 23,3%, у промисловості — 26,7%, на будівництві — 11,6% і у сфері обслуговування — 
38,4%. 

 У муніципалітеті або у власному районі (кумарці) працює 160 осіб, поза районом — 71 осіб. 

### Безробіття
У 2007 р. нараховувалося 6 безробітних (у 2006 р. — 16 безробітних), з них чоловіки становили 50%, а жінки — 
50%.

## Економіка

### Підприємства міста

#### Промислові підприємства
| \| Промислові підприємства міста, за сферою діяльності \| Промислові підприємства міста, за сферою діяльності \| Промислові підприємства міста, за сферою діяльності \| \| Рік \| 2002 р. \| 2001 р. \| \| --------------------------------------------------- \| --------------------------------------------------- \| --------------------------------------------------- \| \| Енергетичні та водні ресурси \| 0,0% \| 0,0% \| \| Хімія та метали \| 0,0% \| 0,0% \| \| Переробка металів \| 44,4% \| 44,4% \| \| Продукти харчування \| 11,1% \| 11,1% \| \| Текстиль \| 0,0% \| 0,0% \| \| Виробництво меблів, видання \| 44,4% \| 44,4% \| \| Інше \| 0,0% \| 0,0% \| \| Усього підприємств \| 9 \| 9 \| |         |         |
| Промислові підприємства міста, за сферою діяльності |         |         |
| Рік | 2002 р. | 2001 р. |
| Енергетичні та водні ресурси | 0,0%    | 0,0%    |
| Хімія та метали | 0,0%    | 0,0%    |
| Переробка металів | 44,4%   | 44,4%   |
| Продукти харчування | 11,1%   | 11,1%   |
| Текстиль | 0,0%    | 0,0%    |
| Виробництво меблів, видання | 44,4%   | 44,4%   |
| Інше | 0,0%    | 0,0%    |
| Усього підприємств | 9       | 9       |

#### Роздрібна торгівля
| \| Підприємства роздрібної торгівлі міста, за сферою діяльності \| Підприємства роздрібної торгівлі міста, за сферою діяльності \| Підприємства роздрібної торгівлі міста, за сферою діяльності \| \| Рік \| 2002 р. \| 2001 р. \| \| ------------------------------------------------------------ \| ------------------------------------------------------------ \| ------------------------------------------------------------ \| \| Продукти харчування \| 50,0% \| 50,0% \| \| Одяг та взуття \| 0,0% \| 0,0% \| \| Товари для дому \| 0,0% \| 0,0% \| \| Книги та періодичні видання \| 0,0% \| 0,0% \| \| Промислова хімічна продукція \| 0,0% \| 0,0% \| \| Продукція, пов'язана з транспортними засобами \| 0,0% \| 0,0% \| \| Інше \| 50,0% \| 50,0% \| \| Усього підприємств \| 2 \| 2 \| |         |         |
| Підприємства роздрібної торгівлі міста, за сферою діяльності |         |         |
| Рік | 2002 р. | 2001 р. |
| Продукти харчування | 50,0%   | 50,0%   |
| Одяг та взуття | 0,0%    | 0,0%    |
| Товари для дому | 0,0%    | 0,0%    |
| Книги та періодичні видання | 0,0%    | 0,0%    |
| Промислова хімічна продукція | 0,0%    | 0,0%    |
| Продукція, пов'язана з транспортними засобами | 0,0%    | 0,0%    |
| Інше | 50,0%   | 50,0%   |
| Усього підприємств | 2       | 2       |

#### Сфера послуг
| \| Підприємства міста, що працюють у сфері послуг, за діяльністю \| Підприємства міста, що працюють у сфері послуг, за діяльністю \| Підприємства міста, що працюють у сфері послуг, за діяльністю \| \| Рік \| 2002 р. \| 2001 р. \| \| ------------------------------------------------------------- \| ------------------------------------------------------------- \| ------------------------------------------------------------- \| \| Гуртова торгівля \| 22,2% \| 20,0% \| \| Готелі та готельний бізнес \| 33,3% \| 40,0% \| \| Транспорт та зв'язок \| 11,1% \| 10,0% \| \| Посередницькі фінансові послуги \| 0,0% \| 0,0% \| \| Послуги підприємствам \| 11,1% \| 10,0% \| \| Послуги фізичним особам \| 22,2% \| 20,0% \| \| Нерухомість та ін. \| 0,0% \| 0,0% \| \| Усього підприємств \| 9 \| 10 \| |         |         |
| Підприємства міста, що працюють у сфері послуг, за діяльністю |         |         |
| Рік | 2002 р. | 2001 р. |
| Гуртова торгівля | 22,2%   | 20,0%   |
| Готелі та готельний бізнес | 33,3%   | 40,0%   |
| Транспорт та зв'язок | 11,1%   | 10,0%   |
| Посередницькі фінансові послуги | 0,0%    | 0,0%    |
| Послуги підприємствам | 11,1%   | 10,0%   |
| Послуги фізичним особам | 22,2%   | 20,0%   |
| Нерухомість та ін. | 0,0%    | 0,0%    |
| Усього підприємств | 9       | 10      |

## Житловий фонд
У 2001 р. 1,5% усіх родин (домогосподарств) мали житло метражем до 59 м², 25,9% — від 60 до 89 м², 34,8% — від 90 до 119 м² і
37,8% — понад 120 м².

З усіх будівель у 2001 р. 14,6% було одноповерховими, 38,9% — двоповерховими, 46,5
% — триповерховими, 0% — чотириповерховими, 0% — п'ятиповерховими, 0% — шестиповерховими,
0% — семиповерховими, 0% — з вісьмома та більше поверхами.

## Автопарк
| \| Автомобілі, зареєстровані у місті, за призначенням \| Автомобілі, зареєстровані у місті, за призначенням \| Автомобілі, зареєстровані у місті, за призначенням \| \| Рік \| 2006 р. \| 2005 р. \| \| -------------------------------------------------- \| -------------------------------------------------- \| -------------------------------------------------- \| \| Приватні автомобілі \| 62,8% \| 64,1% \| \| Мотоцикли \| 11,5% \| 10,8% \| \| Вантажівки \| 24,4% \| 23,7% \| \| Трактори \| 0,0% \| 0,0% \| \| Автобуси та ін. \| 1,3% \| 1,4% \| \| Усього автомобілів \| 312 шт. \| 295 шт. \| |         |         |
| Автомобілі, зареєстровані у місті, за призначенням |         |         |
| Рік | 2006 р. | 2005 р. |
| Приватні автомобілі | 62,8%   | 64,1%   |
| Мотоцикли | 11,5%   | 10,8%   |
| Вантажівки | 24,4%   | 23,7%   |
| Трактори | 0,0%    | 0,0%    |
| Автобуси та ін. | 1,3%    | 1,4%    |
| Усього автомобілів | 312 шт. | 295 шт. |

## Вживання каталанської мови
У 2001 р. каталанську мову у місті розуміли 95,5% усього населення (у 1996 р. — 98,2%), вміли говорити нею 87,2% (у 1996 р. — 
89%), вміли читати 85% (у 1996 р. — 85,1%), вміли писати 54
% (у 1996 р. — 41,7%). Не розуміли каталанської мови 4,5%.

## Політичні уподобання
У виборах до Парламенту Каталонії у 2006 р. взяло участь 204 осіб (у 2003 р. — 227 осіб). Голоси за політичні сили розподілилися таким чином:
| \| Вибори до Парламенту Каталонії \| Вибори до Парламенту Каталонії \| Вибори до Парламенту Каталонії \| \| Рік \| 2006 р. \| 2003 р. \| \| -------------------------------------- \| ------------------------------ \| ------------------------------ \| \| Конвергенція та Єднання (CiU) \| 42,2% \| 44,1% \| \| Соціалістична партія Каталонії (PSC) \| 17,2% \| 16,3% \| \| Народна партія (PP) \| 7,8% \| 9,7% \| \| Ініціатива за зелену Каталонію (IC) \| 5,9% \| 1,8% \| \| Республіканська лівиця Каталонії (ERC) \| 25,5% \| 26,9% \| \| Громадянська партія (C's) \| 0,0% \| 0,0% \| \| Інші \| 1,5% \| 1,3% \| |         |         |
| Вибори до Парламенту Каталонії |         |         |
| Рік | 2006 р. | 2003 р. |
| Конвергенція та Єднання (CiU) | 42,2%   | 44,1%   |
| Соціалістична партія Каталонії (PSC) | 17,2%   | 16,3%   |
| Народна партія (PP) | 7,8%    | 9,7%    |
| Ініціатива за зелену Каталонію (IC) | 5,9%    | 1,8%    |
| Республіканська лівиця Каталонії (ERC) | 25,5%   | 26,9%   |
| Громадянська партія (C's) | 0,0%    | 0,0%    |
| Інші | 1,5%    | 1,3%    |

У муніципальних виборах у 2007 р. взяло участь 254 осіб (у 2003 р. — 264 осіб). Голоси за політичні сили розподілилися таким чином:
| \| Муніципальні вибори \| Муніципальні вибори \| Муніципальні вибори \| \| Рік \| 2007 р. \| 2003 р. \| \| -------------------------------------- \| ------------------- \| ------------------- \| \| Конвергенція та Єднання (CiU) \| 48,0% \| 62,9% \| \| Соціалістична партія Каталонії (PSC) \| 52,0% \| 37,1% \| \| Народна партія (PP) \| 0,0% \| 0,0% \| \| Ініціатива за зелену Каталонію (IC) \| 0,0% \| 0,0% \| \| Республіканська лівиця Каталонії (ERC) \| 0,0% \| 0,0% \| \| Громадянська партія (C's) \| 0,0% \| 0,0% \| \| Інші \| 0,0% \| 0,0% \| |         |         |
| Муніципальні вибори |         |         |
| Рік | 2007 р. | 2003 р. |
| Конвергенція та Єднання (CiU) | 48,0%   | 62,9%   |
| Соціалістична партія Каталонії (PSC) | 52,0%   | 37,1%   |
| Народна партія (PP) | 0,0%    | 0,0%    |
| Ініціатива за зелену Каталонію (IC) | 0,0%    | 0,0%    |
| Республіканська лівиця Каталонії (ERC) | 0,0%    | 0,0%    |
| Громадянська партія (C's) | 0,0%    | 0,0%    |
| Інші | 0,0%    | 0,0%    |